# Bosque Sagrado (Nova Iorque)
Bosque Sagrado (Sacred Grove) é uma área florestal no estado de Nova Iorque que era próxima a residência de Joseph Smith Jr quando este era adolescente. Esta área é considerada sagrada para os Santos dos Últimos Dias, pois neste local Deus e seu Filho Jesus Cristo teriam descido das Eternidades e aparecido ao profeta no que é chamada de Primeira Visão.